# Ligue Nord-Américaine de Hockey
Ligue Nord-Américaine de Hockey (česky: Severoamerická hokejová liga) je profesionální liga ledního hokeje v severní Americe. Založena byla v roce 1996 jako poloprofesionální soutěž Ligue de hockey semi-professionnelle du Québec. Teprve v roce 2004 byla plně zprofesionalizována. Soutěž byla určena výhradně pro týmy z frankofonní provincie Québec. Později do soutěže vstoupil tým z Ontaria – Cornwall River Kings v sezóně 2012/13, ze soutěže odstoupil po sezóně 2015/16. V sezóně 2018/19 do soutěže vstoupil první tým z USA, přesněji z Berlina ve státě New Hampshire (název byl zvolen Berlin Blackjacks).
Obhájcem titulu vítěze LNAH je tým Sorel-Tracy Éperviers. Nejvíce vítězství v soutěži má na kontě tým Jonquière Marquis (dříve pod názvy Laval Chiefs a Saint-Jean-sur-Richelieu Summum Chiefs), který LNAH opanoval celkem šestkrát.
Soutěže se účastnilo mnoho bývalých hráčů z NHL a AHL. Jmenovitě se jedná o Patricka Côté, Michela Picarda, Stéphane Richera, Bobby Dollase, Guillaume Lefebvreho, Garretta Burnetta, Daniela Shanka, François Lerouxe, Jeremyho Stevensona, Érica Fichauda, Mario Robergeho, Davida Gosselina, Michela Ouelleta, Jesseho Bélangera, Donalda Brasheara, Yvese Racineho, Anthonyho Stewarta nebo Juraja Kolníka. Při výluce NHL v sezóně 2004/05 se soutěže účastnili Sylvain Blouin, Donald Brashear, Sébastien Caron, Mathieu Biron, Marc-André Bergeron a Sébastien Charpentier.

## Přehled vítězů
Zdroj: 
| Sezona    | Vítěz                                      |
| --------- | ------------------------------------------ |
| 1996/1997 | Saint-Gabriel Blizzard (1)                 |
| 1997/1998 | Lachute Rapides (1)                        |
| 1998/1999 | Joliette Blizzard (2)                      |
| 1999/2000 | LaSalle Rapides (1)                        |
| 2000/2001 | Joliette Mission (3)                       |
| 2001/2002 | Laval Chiefs (1)                           |
| 2002/2003 | Laval Chiefs (2)                           |
| 2003/2004 | Verdun Dragons (1)                         |
| 2004/2005 | Québec Radio X (1)                         |
| 2005/2006 | Sherbrooke Saint-François (1)              |
| 2006/2007 | Saint-Jean-sur-Richelieu Summum Chiefs (3) |
| 2007/2008 | Trois-Rivières Caron & Guay (1)            |
| 2008/2009 | Pont Rouge Lois Jeans (2)                  |
| 2009/2010 | Saint-Georges Cool FM 103.5 (1)            |
| 2010/2011 | Sherbrooke Saint-François (2)              |
| 2011/2012 | Thetford Mines Isothermic (1)              |
| 2012/2013 | Jonquière Marquis (4)                      |
| 2013/2014 | Jonquière Marquis (5)                      |
| 2014/2015 | Thetford Mines Isothermic (2)              |
| 2015/2016 | Rivière-du-Loup 3L (1)                     |
| 2016/2017 | Jonquière Marquis (6)                      |
| 2017/2018 | Sorel-Tracy Éperviers (4)                  |
| 2018/2019 | Sorel-Tracy Éperviers (5)                  |
| 2019/2020 | Play-off bylo zrušeno                      |
| 2020/2021 | Sezóna byla zrušena                        |
| 2021/2022 | Thetford Assurancia (3)                    |
| 2022/2023 | Saint-Georges Cool FM 103.5 (2)            |
| 2023/2024 |                                            |